# Багатополюсник
Багатополюсник — електрична схема, яка може з'єднуватися з іншими схемами лише у визначених, призначених для цієї мети вузлах, званих полюсами. У широкому сенсі — це система, не обов'язково електрична, що має один або кілька входів і (або) виходів. Самостійного застосування термін практично не має, найчастіше розглядаються його окремі випадки: двополюсник, чотириполюсник, шестиполюсник та інші.
У схемах, побудованих на зосереджених компонентах, точкою з'єднання можна вважати будь-який вузол електричного кола або взагалі будь-яку точку схеми. У розподілених системах, коли не можна виділити окрему точку,  кожен канал проходження енергії, наприклад, хвилевід, вважається парою полюсів (точок приєднання). Пристрій, що одержує/видає сигнал через три хвилеводи, можна розглядати як шестиполюсник.

## Класифікація
Багатополюсники поділяються на два типи:
- Активні — містять джерело(а) ЕРС
- Пасивні — не містять джерел ЕРС

## Застосування
Розгляд будь-якої системи як багатополюсника дозволяє абстрагуватися від внутрішньої структури системи і застосувати до неї прості стандартні методики. Наприклад, лінійний пасивний двополюсник описується одним єдиним параметром — імпедансом. Тому складну лінійну систему, що взаємодіє з іншими системами через два контакти, можна тлумачити як двополюсник з еквівалентним імпедансом, тим самим дуже спрощуючи розгляд.